# Илзе Хес
Илзе Хес (Хановер, 22. јун 1900 — Лилинтал, 7. септембар 1995) била је супруга Рудолфа Хеса. После Другог светског рата је постала позната књижевница.

## Породица
Пореклом је из националистичке конзервативне породице. Била је једна од три ћерке богатог лекара и доктора Фридриха Прела и његове супруге Елзе. Отац јој је убијен у мају 1917. током Првог светског рата. Мајка јој се тада удала за уметника Карла Хорна, директора Музеја уметности у Бремену.

## Љубавна веза с Рудолфом Хесом
Рудолфа Хеса је упознала у априлу 1920. у Минхену. Била је једна од првих жена која је студирала на Универзитету Лудвиг Максимилијан из Минхена. Године 1921. се први пут придружила Нацистичкој партији, а поново се придружила 1925. након што је партија забрањена. Од почетка јој се допадао Хес, али он није желео да ступи у везу са њим. Упознала га је са Адолфом Хитлером, који је волео да буде у друштву добростојећих дама. Хитлер је подстакао њихово венчање, који је одржано 20. децембра 1927. у Минхену. Био је кум њиховог детета Волфа Рудигера Хеса, који је рођен 18. новембра 1937. Са сином се преселила у Бад Хинделанг.

## После рата
Као и све супруге ратних злочинаца осуђених или погубљених током Нирнбершког процеса, ухапшена је 3. јуна 1947. и пребачена у логор за интернације. Пуштена је 24. марта 1948. и тада се настанила у Алгоу, где је 1955. отворила пансион. Била је националсоцијалиста. До своје смрти је остала лојална Хитлеру и његовим ставовима и подржавала је Stille Hilfe након рата. Године 1952. је објавила књигу England – Nürnberg – Spandau. Одржавала је преписку, између осталих, са Винифредом Вагнер, која је такође наставила да се диви Хитлеру.

## Публикације
- Ein Schicksal in Briefen. Leoni am Starnberger 1971. (више од 40 издања).
- Antwort aus Zelle 7. Leoni am Starnberger, 1967.
- England – Nürnberg – Spandau. Leoni am Starnberger, 1967.
- Gefangener des Friedens – Neue Briefe aus Spandau. Leoni am Starnberger, 1955.